# Anabacerthia lichtensteini
Az Anabacerthia lichtensteini a madarak (Aves) osztályának verébalakúak (Passeriformes) rendjébe és a fazekasmadár-félék (Furnariidae) családjába tartozó faj.

## Rendszerezése
A fajt Jean Cabanis és Ferdinand Heine német ornitológusok írták le 1859-ben, a Philydor nembe Philydor Lichtensteini néven, jelenleg besorolása vitatott, egyes szervezetek jelenleg is ide sorolják.

## Előfordulása
Dél-Amerika középső, keleti részén, Argentína, Brazília és Paraguay területén honos. Természetes élőhelyei a szubtrópusi vagy trópusi síkvidéki esőerdők.

## Megjelenése
Testhossza 15–17 centiméter, testtömege 18–24 gramm.

## Életmódjuk
Ízeltlábúakkal táplálkozik.

## Természetvédelmi helyzete
Az elterjedési területe rendkívül nagy, egyedszáma viszont csökken, de még nem éri el a kritikus szintet. A Természetvédelmi Világszövetség Vörös listáján nem fenyegetett fajként szerepel.